# Sedevakantizem
Sedevakantizem je prepričanje tradicionalnih katoličanov, ki trdi, da so nasledniki papeža Pija XII. od njegove smrti leta 1958 neveljavni zaradi njihove podpore ene ali več herezij, tako da je Sveti sedež v stanju sedisvakance. Sedevakantisti izvirajo iz zavrnitve teoloških in disciplniskih sprememb drugega vatikanskega koncila (1962–1965). Izraz 'sedevakantizem' izvira iz latinske besedne zveze sede vacante, dob. »[Sveti] sedež je nezaseden«. Fraza se pogosto uporablja za odsotnost papeža v obdobju med smrtjo enega in izvolitvijo novega papeža, njegovega naslednika. Število privržencev sedevakantizma je neznano in težko izmerljivo, ocene segajo od nekaj deset do več sto tisoč privržencev. Različne frakcije sedevakantistov domnevno sedisvakanco Svetega sedeža prekinjajo z volitvami svojih papežev.